# Athlītikos Podosfairikos Syllogos Panthrakikos 2014-2015
Questa voce raccoglie le informazioni riguardanti l'Athlītikos Podosfairikos Syllogos Panthrakikos nelle competizioni ufficiali della stagione 2014-2015.

## Rosa
| N. |                       | Ruolo | Calciatore                 |
| -- | --------------------- | ----- | -------------------------- |
| 1  | Portogallo (bandiera) | P     | Daniel Márcio Fernandes    |
| 2  | Grecia (bandiera)     | D     | Thanasis Papageorgiou      |
| 6  | Honduras (bandiera)   | C     | Alfredo Mejía              |
| 7  | Grecia (bandiera)     | C     | Christos Tzanis            |
| 8  | Brasile (bandiera)    | C     | Rogério Martins            |
| 9  | Francia (bandiera)    | C     | Nicolas Diguiny            |
| 10 | Spagna (bandiera)     | C     | José María Cases           |
| 11 | Grecia (bandiera)     | A     | Dimitris Hasomeris         |
| 13 | Francia (bandiera)    | D     | Sofyane Cherfa             |
| 15 | Senegal (bandiera)    | D     | Pape M'Bow                 |
| 17 | Ecuador (bandiera)    | A     | Manu Balda                 |
| 18 | Grecia (bandiera)     | D     | Nikos Tsoumanis            |
| 19 | Grecia (bandiera)     | C     | Konstantinos Zdravos-Rizos |
| 20 | Turchia (bandiera)    | C     | Deniz Baykara (capitano)   |

| N. |                      | Ruolo | Calciatore             |
| -- | -------------------- | ----- | ---------------------- |
| 21 | Grecia (bandiera)    | D     | Giannis Christou       |
| 22 | Grecia (bandiera)    | C     | Stelios Īliadīs        |
| 23 | Brasile (bandiera)   | C     | Romeu                  |
| 24 | Grecia (bandiera)    | P     | Alexandros Paschalakis |
| 27 | Argentina (bandiera) | C     | Sebastián Setti        |
| 28 | Argentina (bandiera) | D     | Santiago Villafañe     |
| 30 | Grecia (bandiera)    | P     | Giorgos Athanasiadis   |
| 70 | Grecia (bandiera)    | A     | Giorgos Litskas        |
| 71 | Grecia (bandiera)    | D     | Anastasios Frangoulis  |
| 84 | Grecia (bandiera)    | C     | Antonis Ladakis        |
| 92 | Grecia (bandiera)    | D     | Giannīs Potouridīs     |
| 99 | Brasile (bandiera)   | A     | Igor de Souza          |
|    | Grecia (bandiera)    | D     | Mauroudīs Mpougaïdīs   |
|    | Nigeria (bandiera)   | C     | Princewill Okachi      |